# محمدرضا نعمت‌زاده
محمدرضا نعمت‌زاده (زاده تیر ۱۳۲۴ تبریز) سیاستمدار، کارآفرین و مدیر ارشد اجرایی ایرانی است، که در دولت مسعود پزشکیان دولت چهاردهم به عنوان مشاور وزیر صمت در امور ناترازی انرژی و در دولت دوم حسن روحانی به عنوان دولت دوازدهم، به‌عنوان مشاور وزیر نفت (بیژن نامدار زنگنه) فعالیت می‌کرد. وی از اعضای مؤسس حزب اعتدال و توسعه است و پیش‌تر در دولت یازدهم، عهده‌دار وزارت صنعت، معدن و تجارت بود.
نعمت‌زاده دانش‌آموخته کارشناسی مهندسی محیط زیست از دانشگاه ایالتی کالیفرنیا در سن لوئی ابیسپو است. وی در فاصله سالهای ۱۳۵۸ تا ۱۳۵۹ وزیر کار و امور اجتماعی بود، در کابینهٔ ابوالحسن بنی‌صدر از ۱۳۵۹ تا ۱۳۶۰، همچنین از ۱۳۶۸ تا ۱۳۷۶ در کابینهٔ اکبر هاشمی رفسنجانی، وزارت صنایع را برعهده داشت. نعمت‌زاده در دولت‌های هفتم و هشتم؛ معاون وزیر نفت در امور پتروشیمی و مدیرعامل شرکت ملی صنایع پتروشیمی ایران بود. وی در دولت نهم، در فاصله سال‌های ۱۳۸۴ تا ۱۳۸۶ معاونت وزیر نفت در امور پالایش و پخش و مدیرعاملی شرکت ملی پالایش و پخش فرآورده‌های نفتی ایران را برعهده داشت.

## زندگی
محمّدرضا نعمت‌زاده در تیر ماه سالِ ۱۳۲۴ در شهر تبریز زاده شد. وی تحصیلات مقدماتی خود را در این شهر به انجام رساند، سپس به تهران نقل مکان کرد و در مدرسه جامعه تعلیمات اسلامی سیدجعفری و بعد در دبیرستان فیاضی، تحصیل کرد. وی ۲ سال آخر تا دریافت مدرک دیپلم متوسطه را در دبیرستان علوی گذراند.
در اواسط دهه ۱۳۴۰ او برای ادامه تحصیلات، راهی ایالات متحده آمریکا شد و در سال ۱۳۴۷ مدرک کارشناسی مهندسی محیط‌زیست را از دانشگاه ایالتی کالیفرنیا در سن لوئی ابیسپو دریافت کرد. وی در زمان تحصیل در آمریکا، با مشارکت گروهی از دانشجویان ایرانی مقیم ایالات متحده، انجمن اسلامی غرب آمریکا را تأسیس کرد. سپس برای ادامه تحصیل در مقطع فوق لیسانس مدیریت صنعتی، وارد دانشگاه کالیفرنیا، برکلی شد، ولی تحصیلات در مقطع کارشناسی ارشد را نیمه‌کاره رها کرد و در اواخر دهه ۱۳۴۰ به ایران برگشت. از همان ماه‌های آغازین بازگشت به ایران، جذب بخش خصوصی شد و در دوره‌ای نیز، دبیر آموزش و پرورش بود و مبحث موتور و مکانیک را در مقطع دبیرستان تدریس می‌کرد و تا سال ۱۳۵۶ نیز در کارخانه‌ای خانوادگی، مدیر فنی بود. پیش از انقلاب ۱۳۵۷ با مختصر سابقه‌ای که در اعتراض‌ها و فعالیت‌های انقلابی داشت، از اواخر سال ۱۳۵۶ به‌طور کامل به جریان انقلاب پیوست و با محمدجواد باهنر از طریق فعالیت‌های فرهنگی و با اکبر هاشمی رفسنجانی و محمدعلی رجایی نیز در جریان اعتصابات صنعت نفت آشنا شد.

## سوابق اجرایی
پس از انقلاب ۱۳۵۷ نعمت‌زاده به مدت ۱۰ ماه، در سال ۱۳۵۸ وزیر کار و رفاه اجتماعی بود. وی بین سال‌های ۱۳۵۹ تا ۱۳۶۰ و از ۱۳۶۸ تا ۱۳۷۶ به‌ترتیب در دولت‌های محمدعلی رجایی و اکبر هاشمی رفسنجانی وزیر صنایع بوده‌است. نعمت‌زاده در دولت اول و دوم سید محمد خاتمی، معاونت وزیر نفت در امور پتروشیمی و مدیرعاملی شرکت ملی صنایع پتروشیمی ایران را برعهده داشت. او سمت‌هایی چون معاونت سازمان صنایع دفاع، ریاست هیئت مدیره و مدیرعاملی توانیر را نیز برعهده داشته‌است.
او در کابینه اول محمود احمدی‌نژاد معاون وزیر نفت در امور پالایش و پخش و مدیرعامل شرکت ملی پالایش و پخش فرآورده‌های نفتی ایران بود. وی در سال ۱۳۸۶ از معاونت وزیر نفت برکنار و به سمت مشاور عالی وزیر نفت منصوب شد، که پس از مصاحبه با روزنامه اعتماد و انتقاد از عملکرد احمدی‌نژاد و متفاوت دانستن وی با رجایی، بلافاصله از سمت مشاور ارشد وزیر نفت برکنار شده و بازنشسته شد.

## وزارت صنعت، معدن و تجارت

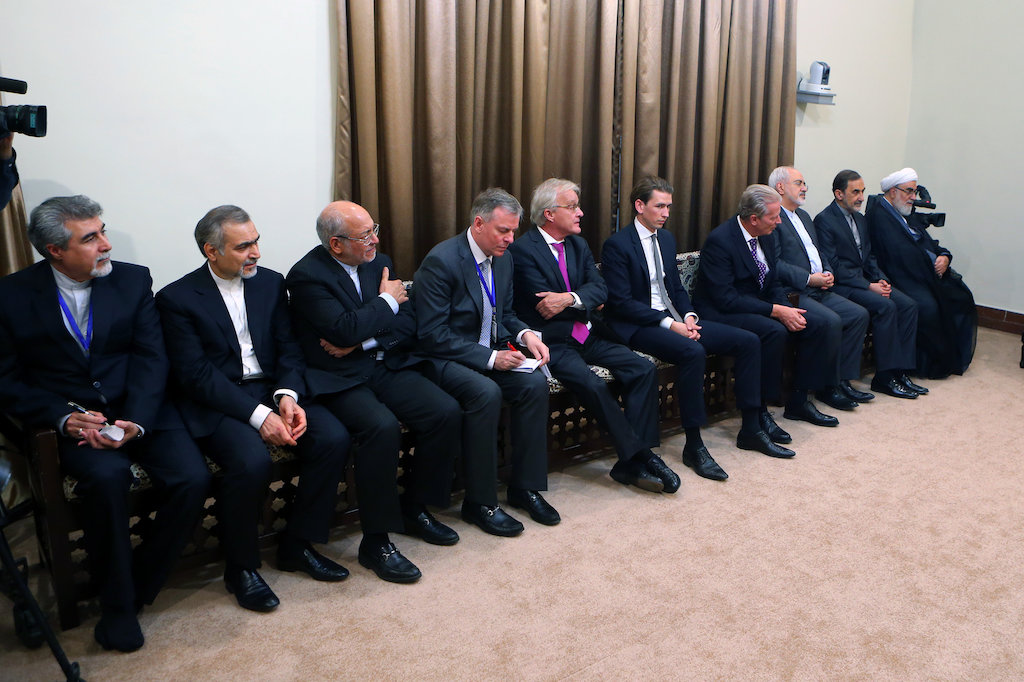
نعمت‌زاده در کنار حسین فریدون در دیدار هاینتس فیشر، رئیس‌جمهور اتریش

نعمت‌زاده در سال ۱۳۹۲ در کابینه حسن روحانی، وزیر صنعت، معدن و تجارت شد. وی تا پایان کار دولت یازدهم در سال ۱۳۹۶، در این جایگاه فعالیت کرد و در دولت دوازدهم محمد شریعتمداری جایگزین وی شد.

### تصدی در ۱۹ شرکت خصوصی

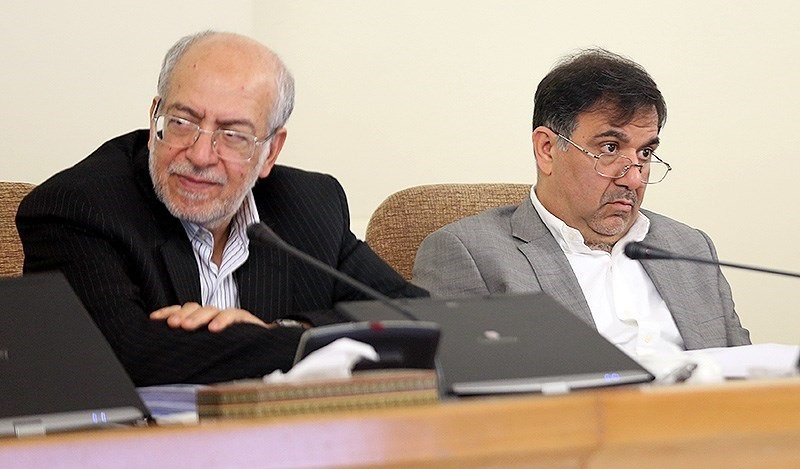
محمدرضا نعمت‌زاده و عباس آخوندی در جلسه هیئت دولت

نعمت‌زاده پیش از انتخاب‌شدن به‌عنوان وزیر صنعت دولت یازدهم، به دلیل سوابق مدیریتی اش در حوزه نفت و گاز با دعوت گروهی از سرمایه‌گذاران بخش خصوصی، با دریافت سهام مدیریتی در ۱۹ شرکت خصوصی، به‌عنوان عضو هیئت مدیره مشغول فعالیت شد. وی اندکی پیش از انتخاب به‌عنوان وزیر صنایع، از هیئت مدیره کلیه شرکت‌ها استعفا داد. اسامی برخی این شرکت‌ها که اغلب در بخش پائین‌دستی صنعت نفت فعالند، عبارتند از: رسا فارمد، پلیمری پویا جم خاورمیانه، ارگ شیمی پارسا، مهندسی توسعه پترو فرایند کرخه، الوند پترو انرژی کیش، هرمزان تجارت گستر کیش، برق انرژی پاینده جم، توسعه پتروشیمیایی ساحل دریا، توسعه نگین مکران، توسعه صنعت نعمت، تولید برق دژپل انرژی و شرکت کیمیا صنایع دالاهو.

### نامه احمد توکلی
احمد توکلی، در جایگاه رئیس هیئت مدیره سازمان دیده‌بان شفافیت و عدالت، طی نامه‌ای به اسحاق جهانگیری، معاون اول رئیس‌جمهور دولت یازدهم، خواستار عزل وزیر صنعت، معدن و تجارت شد. وی در این نامه به موضوعات و اتهاماتی در خصوص نعمت‌زاده پرداخته که برای نمونه می‌توان به؛ تلاش نعمت‌زاده برای خارج ساختن محصولات پتروشیمی از بورس کالا با بخشنامه غیرقانونی معاونش (همراه او در شرکت هرمزان تجارت گستر کیش) که طبق برآورد کارشناسان مرکز پژوهش‌های مجلس، ویژه خواری سالانه ۱۰۰۰ میلیارد تومانی را برای معدودی تولیدکننده این صنعت در پی دارد، عضویت در هیئت مدیره ۱۹ شرکت بین سال‌های ۱۳۹۰ تا ۱۳۹۲ و عضویت همسر نعمت‌زاده، (مریم بختیار) و دخترانش (شبنم و زینب نعمت‌زاده) در ۱۰ شرکت به‌عنوان مدیرعامل، رئیس، نایب‌رئیس و عضو هیئت مدیره یا بازرس، اشاره کرد. (نشاندهنده این است که خانواده نعمت‌زاده خاندان فاسدی هستند)

### کمپین نخریدن خودرو
نعمت‌زاده ایجاد پویش خرید خودروی صفر ممنوع را (که یک کمپین خودجوش برای تحریم محصولات دو خودروساز ایران خودرو و سایپا است) خیانت به کشور قلم داد کرد و کسانی را که از این کمپین حمایت می‌کنند را ضدانقلاب و خائن نامید. این اظهار نظرها باعث ایجاد واکنش‌هایی شد و کمپینی برای اجبار این وزیر به عذرخواهی تشکیل گردید. این سخن نعمت‌زاده با تذکری از جانب حسن روحانی، رئیس‌جمهوری ایران به وی نیز همراه شد. این فشارها سرانجام باعث شد تا نعمت‌زاده از برخی از گفته‌های خود عقب‌نشینی کند.

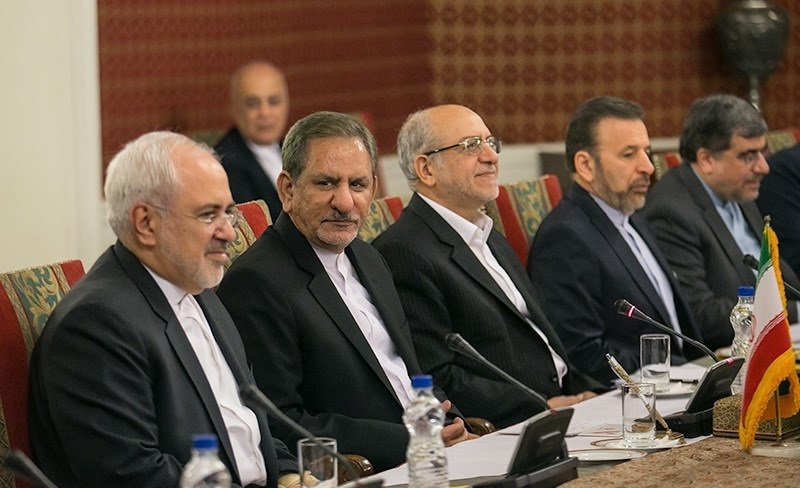
محمدرضا نعمت‌زاده درکنار جواد ظریف، اسحاق جهانگیری و محمود واعظی

### سه کارت زرد
در ۲۴ تیر ۱۳۹۳، نعمت‌زاده به دلیل عدم پرداخت مستمری بازنشستگان صنعت فولاد از مجلس شورای اسلامی کارت زرد گرفت. پیش از وی علی طیب‌نیا، رضا فرجی‌دانا، علی جنتی، علی‌اصغر فانی و عبدالرضا رحمانی فضلی از مجلس کارت زرد گرفته‌بودند. در ۹ دی ۱۳۹۳، نعمت‌زاده برای دومین بار برای پاسخ به سؤالات نمایندگان در مجلس حضور یافت که این بار نیز با کسب ۱۰۲ رأی موافق، ۸۹ رأی مخالف و ۱۵ رأی ممتنع از مجموع ۲۱۸ رأی مأخوذه نتوانست نمایندگان را قانع کند. در ۱۶ آذر ۱۳۹۴، نعمت‌زاده برای سومین بار برای پاسخ به سؤال حمید رسایی مبنی بر دلیل عضویت نعمت‌زاده در هیئت مدیره ده‌ها شرکت خصوصی، در مجلس حضور یافت اما این بار نیز نمایندگان از پاسخ وی قانع نشدند و با ۷۳ رأی موافق، ۱۰۶ رأی مخالف و ۱۰ رأی ممتنع از مجموع ۱۸۹ رأی مأخوذه، سومین کارت زرد را به وزیر صنعت دادند. پیش از نعمت‌زاده، علی طیب‌نیا، وزیر اقتصاد دولت یازدهم نیز سه کارت زرد از مجلس دریافت کرده بود. اسامی بیش از ۲۵۰شرکت خاندان نعمت‌زاده را در این لینک می‌توان مشاهده کرد

## فسادهای مالی نزدیکان

### شبنم نعمت‌زاده
در هفته اول شهریور ۱۳۹۷ سخنگوی سازمان تعزیرات حکومتی ایران از دستگیری شبنم نعمت‌زاده دختر وزیر سابق صنعت به اتهام «احتکار دارو» خبر داد. به گفته او این فرد دارای دو پرونده به ارزش یک میلیارد و دویست میلیون و پنج میلیارد تومان بوده‌است. سخنگوی سازمان تعزیرات گفت که برای پرونده اول حکم صادر و اجرا شده که به موجب آن تمامی داروهای انبار این فرد با هزینه شخصی خود معدوم شده‌است. همچنین پرونده پنج میلیاردی این فرد نیز مربوط به قاچاق دارو بوده و همچنان مفتوح مانده و به دادسرای استان کرج ارجاع داده شده‌است. شبنم نعمت‌زاده در جلسات دادگاه، بسیار آرام صحبت می‌کرد و حجاب را رعایت می‌کرد و همیشه چادر به سر کرده‌بود. قاضی پروندهٔ شبنم نعمت‌زاده در جلسه دادگاه خطاب به او گفت: «به گونه‌ای حجاب خود را رعایت کنید هم شما بتوانید صحبت کنید و هم ما بتوانیم صدای شما را بشنویم و متوجه صحبت‌هایتان شویم.» شبنم نعمت‌زاده در جلسه دادگاه در دفاع از خود و پدرش گفت: «پدر من پدر خوبی نبود. پدرم وزیر بود ولی پنج سال بیکار بودم.» شبنم نعمت‌زاده پس از مشخص‌شدن اتهامات خود و شرکت‌هایش به قاضی دادگاه گفت:«قرآن بیاورید و من دست روی قرآن می‌گذارم و قسم می‌خورم که راست می‌گویم که این اتهامات را نداشته و هیچ تخلف نکرده‌ام.» قاضی در جواب شبنم نعمت‌زاده گفت: «شما صداقت ندارید.» محمدرضا نعمت‌زاده پدر شبنم، جلسات خصوصی با قاضی دادگاه ترتیب‌داد.
محمدرضا نعمت‌زاده دربارهٔ پرونده دخترش شبنم نعمت‌زاده گفت: «دخترم به من زنگ زد و گفت من چوب نعمت‌زاده بودن را می‌خورم. می‌خواهم فامیلی‌ام را عوض کنم.» شبنم نعمت‌زاده به اتهام فساد و اخلال گسترده در نظام دارو و پزشکی کشور به پرداخت فقط چهار میلیارد تومان محکوم شد.
عصر چهارشنبه ۷ شهریور دادستان عمومی و انقلاب کرج خبر بازداشت این فرد را تکذیب کرده و گفت که وی اصلاً احضار نشده‌است. اما در مقابل سخنگوی سازمان تعزیرات بازداشت وی را تأیید کرده و گفت که برای شبنم نعمت‌زاده قرار وثیقه ۴۰۰ میلیارد تومانی صادر شده بود که به دلیل ناتوانی از ارائه آن، او بازداشت و روانه زندان شد. برخی از رسانه‌ها پیش‌تر از کشف یک انبار دارو متعلق به شرکت توزیع دارو با مدیریت شبنم نعمت‌زاده، دختر محمدرضا نعمت‌زاده، وزیر صنعت، معدن و تجارت در دولت نخست حسن روحانی خبر داده بودند. در روز یکشنبه ۱۲ اسفند ماه ۱۳۹۷ با دستور رئیس حوزه قضایی لواسانات نسبت به تخریب حدود ۱۰۰۰ متر بنای غیرمجاز شبنم نعمت‌زاده در لواسان اقدام گردید. او ۱۷ شهریور ۱۳۹۸ به اتهام انحصار دارو و تحصیل مال از طریق نامشروع بازداشت شد.

### علی اشرف‌ریاحی
علی اشرف‌ریاحی همسر زینب نعمت‌زاده به همراهی مرجان شیخ‌الاسلامی آل آقا بیشتر از ۷/۴ میلیارد دلار اختلاس کردند. علی اشرف‌ریاحی با زینب نعمت‌زاده در تیر ۱۳۹۹ از کشور خارج و به کانادا رفتند. مسعودی‌مقام قاضی پرونده اشرف‌ریاحی، حمزه‌لو و مرجان شیخ‌الاسلامی دربارهٔ پرونده فساد آن‌ها در جلسه دادگاه گفت:
در مورد ارزی که به مرجان شیخ‌الاسلامی و اشرف‌ریاحی تعلق گرفته، علی اشرف‌ریاحی بخشی از اطلاعات را با اسناد ارائه کرده و با پاسپورت دیگری از کشور فرار کرده‌است. اشرف‌ریاحی حتی علیه پدرخانمش (محمدرضا نعمت‌زاده) مطالبی در راستای تسویه حساب شبنم نعمت‌زاده در بحث دارویی ارائه کرده و مستنداتی ارائه داده و مستنداتی که ارائه شده از ناحیه شرکا و معاونان شما بوده و مستندات راستی آزمایی شده‌است.
طبق گفته زینب نعمت‌زاده خواهرش شبنم از امضاء و نام او برای کلاه‌برداری سوءاستفاده کرده‌است. در جلسات دادگاه شبنم نعمت‌زاده نیز این موضوع تأیید شد.

#### اقدامات تهدیدآمیز
مسعودی‌مقام دربارهٔ اقدامات تهدید آمیز علی اشرف‌ریاحی و مرجان شیخ‌الاسلامی گفت ایجادکردن مزاحمت تأثیری در رسیدگی به پرونده آن‌ها ندارد.